# Bastilla nielseni
Bastilla nielseni là một loài bướm đêm thuộc họ Erebidae. Nó được tìm thấy ở New Guinea, đảo Kei, Halmahera, phía bắc Queensland, quần đảo Bismarck và quần đảo Solomon.
Chiều dài cánh trước là 23–25 mm.
Ấu trùng ăn Breynia cernua.